# Sífutás az 1984. évi téli olimpiai játékokon
Az 1984. évi téli olimpiai játékokon a sífutás versenyszámait Szarajevóban rendezték február 8. és 19. között. Az előző olimpiához képest a női 20 kilométeres versenyszámmal bővült ki a program.

## Részt vevő nemzetek
A versenyeken 32 nemzet 179 sportolója vett részt.
- Argentína (ARG) (5)
- Ausztrália (AUS) (2)
- Ausztria (AUT) (4)
- Bulgária (BUL) (1)
- Costa Rica (CRC) (1)
- Csehszlovákia (TCH) (8)
- Dél-Korea (KOR) (3)
- Egyesült Államok (USA) (12)
- Finnország (FIN) (10)
- Franciaország (FRA) (2)
- Görögország (GRE) (2)
- Izland (ISL) (2)
- Japán (JPN) (4)
- Jugoszlávia (YUG) (9)
- Kanada (CAN) (4)
- Kína (CHN) (9)
- Lengyelország (POL) (1)
- Liechtenstein (LIE) (1)
- Mongólia (MGL) (4)
- Nagy-Britannia (GBR) (11)
- NDK (GDR) (8)
- NSZK (FRG) (6)
- Norvégia (NOR) (12)
- Olaszország (ITA) (10)
- Románia (ROU) (1)
- San Marino (SMR) (1)
- Spanyolország (ESP) (2)
- Svájc (SUI) (10)
- Svédország (SWE) (13)
- Szovjetunió (URS) (12)
- Tajvan (TPE) (3)
- Törökország (TUR) (3)

## Éremtáblázat
(Az egyes számoszlopok legmagasabb értéke, vagy értékei vastagítással kiemelve.)
| Az 1984. évi téli olimpiai játékok éremtáblázata sífutásban | Az 1984. évi téli olimpiai játékok éremtáblázata sífutásban | Az 1984. évi téli olimpiai játékok éremtáblázata sífutásban | Az 1984. évi téli olimpiai játékok éremtáblázata sífutásban | Az 1984. évi téli olimpiai játékok éremtáblázata sífutásban | Olimpia  |
| ----------------------------------------------------------- | ----------------------------------------------------------- | ----------------------------------------------------------- | ----------------------------------------------------------- | ----------------------------------------------------------- | -------- |
|                                                             | Ország                                                      | Arany                                                       | Ezüst                                                       | Bronz                                                       | Összesen |
| 1.                                                          | Finnország (FIN)                                            | 3                                                           | 1                                                           | 4                                                           | 8        |
| 2.                                                          | Svédország (SWE)                                            | 3                                                           | 1                                                           | 1                                                           | 5        |
| 3.                                                          | Szovjetunió (URS)                                           | 1                                                           | 4                                                           | 0                                                           | 5        |
| 4.                                                          | Norvégia (NOR)                                              | 1                                                           | 1                                                           | 2                                                           | 4        |
|                                                             |                                                             |                                                             |                                                             |                                                             |          |
| 5.                                                          | Csehszlovákia (TCH)                                         | 0                                                           | 1                                                           | 1                                                           | 2        |
|                                                             |                                                             |                                                             |                                                             |                                                             |          |
| Összesen                                                    | Összesen                                                    | 8                                                           | 8                                                           | 8                                                           | 24       |

## Érmesek

### Férfi
| Az 1984. évi téli olimpiai játékok érmesei férfi sífutásban |                                                                                 |           | |           |                                                                                  |           |
| Versenyszám                                                 | Arany                                                                           | Arany     | Ezüst                                                                                                 | Ezüst     | Bronz                                                                            | Bronz     |
| 15 km                                                       | Gunde Svan · Svédország (SWE)                                                   | 41:25,6   | Aki Karvonen · Finnország (FIN)                                                                       | 41:34,9   | Harri Kirvesniemi · Finnország (FIN)                                             | 41:45,6   |
| 30 km                                                       | Nyikolaj Zimjatov · Szovjetunió (URS)                                           | 1:28:56,3 | Alekszandr Zavjalov · Szovjetunió (URS)                                                               | 1:29:23,3 | Gunde Svan · Svédország (SWE)                                                    | 1:29:35,7 |
| 50 km                                                       | Thomas Wassberg · Svédország (SWE)                                              | 2:15:55,8 | Gunde Svan · Svédország (SWE)                                                                         | 2:16:00,7 | Aki Karvonen · Finnország (FIN)                                                  | 2:17:04,7 |
| 4 × 10 km, váltó                                            | Svédország (SWE) · Thomas Wassberg · Benny Kohlberg · Jan Ottosson · Gunde Svan | 1:55:06,3 | Szovjetunió (URS) · Olekszandr Batyuk · Alekszandr Zavjalov · Vlagyimir Nyikityin · Nyikolaj Zimjatov | 1:55:16,5 | Finnország (FIN) · Kari Ristanen · Juha Mieto · Harri Kirvesniemi · Aki Karvonen | 1:56:31,4 |

### Női
| Az 1984. évi téli olimpiai játékok érmesei női sífutásban |                                                                                     |           | |           |                                                                                                |           |
| Versenyszám                                               | Arany                                                                               | Arany     | Ezüst | Ezüst     | Bronz                                                                                          | Bronz     |
| 5 km                                                      | Marja-Liisa Hämäläinen · Finnország (FIN)                                           | 17:04,0   | Berit Aunli-Kvello · Norvégia (NOR)                                                                         | 17:14,1   | Květa Jeriová · Csehszlovákia (TCH)                                                            | 17:18,3   |
| 10 km                                                     | Marja-Liisa Hämäläinen · Finnország (FIN)                                           | 31:44,2   | Raisza Szmetanyina · Szovjetunió (URS)                                                                      | 32:02,9   | Brit Pettersen · Norvégia (NOR)                                                                | 32:12,7   |
| 20 km                                                     | Marja-Liisa Hämäläinen · Finnország (FIN)                                           | 1:01:45,0 | Raisza Szmetanyina · Szovjetunió (URS)                                                                      | 1:02:26,7 | Anne Jahren · Norvégia (NOR)                                                                   | 1:03:13,6 |
| 4 × 5 km, váltó                                           | Norvégia (NOR) · Inger Helene Nybråten · Anne Jahren · Brit Pettersen · Berit Aunli | 1:06:49,7 | Csehszlovákia (TCH) · Dagmar Palečková-Švubová · Blanka Paulů · Gabriela Svobodová-Sekajová · Květa Jeriová | 1:07,34,7 | Finnország (FIN) · Pirkko Määttä · Eija Hyytiäinen · Marjo Matikainen · Marja-Liisa Hämäläinen | 1:07:36,7 |